# جوستين سكينر
جوستين سكينر (بالإنجليزية: Justin Skinner)‏ (30 يناير 1969 في المملكة المتحدة - ) هو لاعب كرة قدم بريطاني في مركز الوسط. لعب مع دونفرملين أثلتيك ونادي بريتشين سيتي ونادي بريستول روفيرز ونادي فولهام ونادي هيبرنيان ونادي والسول.

## وصلات خارجية
- جوستين سكينر على موقع قاعدة بيانات كرة القدم.إي يو (الإنجليزية)
- جوستين سكينر على موقع Soccerbase.com (لاعب) (الإنجليزية)